# Mort de José Martínez Arguibay i Abdeslan Belchady
La mort de José Martínez Arguibay i Abdeslan Belchady, dos joves de 28 anys, es va produir de matinada, a la Rambla de Barcelona, l'1 de juny de 1981, a causa dels trets disparats per dos agents de la Policia Nacional espanyola. Tres persones més van resultar ferides en el mateix enfrontament.
Hi ha dues versions contraposades dels fets. Tot plegat s’hauria iniciat amb una picabaralla verbal entre policies i víctimes, als voltants de l'Arc del Teatre, quan algú va xutar una llauna de beguda. Aleshores, hi va haver una encesa discussió entre la Policia i els joves. Segons el diari La Vanguardia, hi hagué d'una agressió als dos policies per part del grup de cinc joves que hauria iniciat i protagonitzat la discussió. Segons aquest comunicat, les morts s'haurien produït quan els policies, després d'haver estat tombats a terra, dispararen contra els seus agressors. La revista Interviú, en canvi. explicava que els trets es van produir, sense que hi hagués cap provocació ni atac per part dels joves, quan els policies es van trobar de nou, cara a cara, amb el grup de joves, aquesta segona vegada als voltants del carrer de Ferran. Va ser aleshores quan els policies van disparar, sense cap tipus de provocació prèvia ni atac per part dels joves.
Inicialment, La Vanguardia va parlar de «riña» i l'Avui de «batussa» sense que cap dels dos diaris fes referència a la condició de policies d'aquells que van efectuar els trets. Fins i tot, s'assegurava que els agressors havien fugit en cotxe i es facilitaven les seves descripcions físiques per tal de facilitar-ne la identificació. El 5 de juny, un comunitat oficial de la Jefatura Superior de Policia de Barcelona, publicat a la premsa, aclaria que els autors dels trets havien estat dos policies nacionals francs de serveis. La nota assegurava que els trets s'havien efectuat en defensa pròpia i que els policies havien estat posats a disposició judicial. Cap policia, però, va ser jutjat per la mort d'aquestes dues persones.